# 일본의 경제

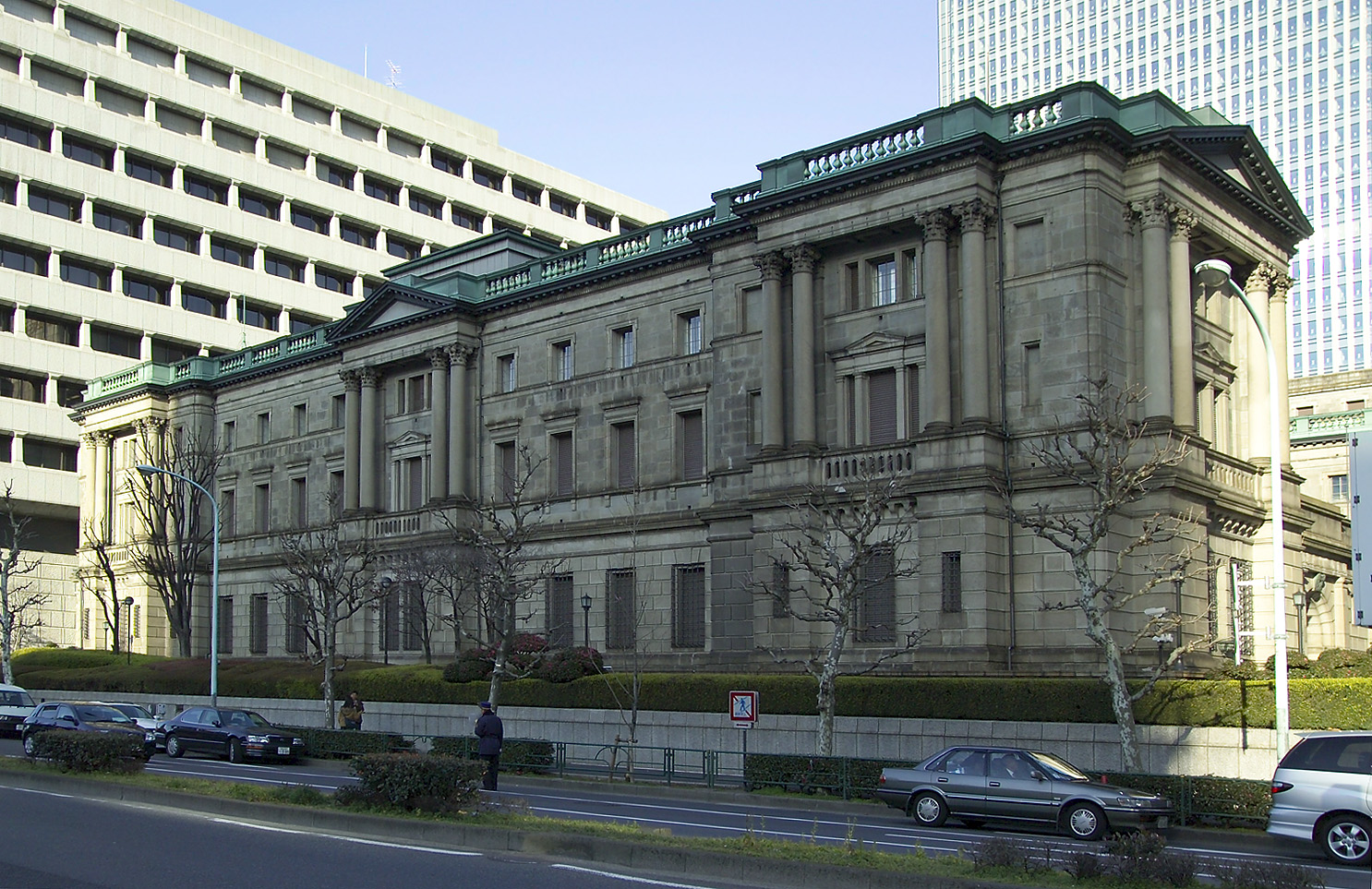
도쿄의 일본은행

일본은 수정 자본주의 경제 체제를 채택하고 있으며, 통화 단위는 엔(円, ¥, Yen, JPY)이다. 국내총생산의 규모비로는 세계 제4위의 경제 대국으로, 일본의 경제 동향은 세계 경제에 큰 영향을 준다. 현재 일본은 국내총생산으로써는 세계 제4위, 1인당 총생산은 OECD 회원국 중 30위에 해당하며, 일본의 통화 엔은 IMF 특별인출권을 가지고 있으며 개별국의 화폐로는 미국달러에 이어 2번째로 외환시장에서 거래되고 있으며 가장 안정적인 자산 중 하나로 평가받고 있다. 세계의 국내총생산 총액 점유 비중에서 9.1%의 비중을 가지고 있는 등 경제적으로 세계에 큰 영향을 미치고 있다.
제2차세계대전 당시 미군의 폭격으로 도쿄를 포함한 대도시 대부분이 잿더미가 되었고 군수품 생산을 위해 사용했던 생산설비도 대부분 파괴되었다. 패전후 연합군 최고사령부의 점령기간 중에 농지개혁, 재벌해체, 노동3법의 성립, 독점금지법의 제정과 같은 미국식 자본주의 시스템의 이식과 샤우프(Shoup) 권고에 의한 미국식 조세제도 도입, 도지 라인(Dodge Line)에 의한 경제정책을 통해 경제개혁을 진행하였다. 하지만 연합군 최고사령부GHQ의 통제경제하에서 일본은 만성적인 식량부족과 인플레이션 등으로 극심한 경제불황을 경험하게 된다. 이후 냉전이 본격화 되면서 미국이 억제하고 있던 생산설비의 확충이 점진적으로 이뤄지고 때마침 발발한 한국 전쟁을 계기로 공장설비율과 가동율이 증가하면서 2차세계대전 패전으로 인한 경제 침체에서 벗어났다. 1950년대에는 "3종의 신기"(일본어: 三種の神器,さんしゅのじんぎ)로 대표되는 민간소비가 경제성장을 이끌고, 민간소비의 확대에 대응하기 위한 투자도 확대되었으나, 당시는 설비를 해외로부터 수입에 의존하였기 때문에, 투자가 확대됨과 수입이 확대됨으로 인해, 국제수지의 최고치에 의한 호경기와 불경기를 반복하였다.
일본의 통화 엔은 IMF 특별인출권을 가지고 있으며 개별국의 화페로는 미국달러에 이어 2번째로 외환시장에서 거래있다.

일본은 천연자원이 부족하여 필요한 대부분의 산업용, 소비용 원자재들을 해외에서 수입하고 있다. 1980년 기준으로 화력발전량이 전체 발전량의 약67%를 차지한다. 일본의 주요 산업으로는 자동차산업, 기계산업, 전자산업, 물질산업, 에너지산업 등이 있다. 일본의 농업은 주로 쌀과 원예·축산 농업이나, 대부분의 식량을 수입한다. 일본은 세계 제2의 어획량을 올리고 물고기 소비량은 세계 제1위이다. 서비스업 분야는 일본 국내총생산의 3/4가량을 차지하는데도 불구하고 부실하다는 지적이 있다. 일본의 주요 수출품은 자동차, 철강, 전자제품 등이며, 석유 등이 주요 수입품이다. 미국이 최대 교역 대상국이다. 1960년대 중반 이후 미국 경기의 호황으로 대미수출이 증가하여 엄청난 규모의 무역수지 흑자를 기록했다. 1980년 중반 미국은 이러한 대규모 무역적자를 억제하기 위해 플라자 합의를 추진하였다. 이 플라자 합의의 결과로 대규모 엔화절상이 이뤄져 일본의 무역수지 흑자는 감소하게 된다. 이를 계기로 일본은 수출경제에서 내수경제로 전환하게 되고 세계 2위의 내수시장을 가장 국가로 성장했다.
일본 교통의 특색은 육상·해상·항공을 막론하고 도쿄·오사카를 중심으로 한 여객 및 화물의 수송이 특히 활발하며, 이어 세토 내해·북규슈 지방에서 발달하고 있다. 또한 하천 교통이 거의 없는 것이 결점이며, 태풍이나 대설(大雪) 혹은 지진에 의한 교통 장애도 적지 않으나 전체적인 교통망의 밀도는 매우 높은 편이다. 여객 수송 수단으로 수송량이 가장 많은 것은 자동차이며, 그 다음이 철도이다. 반면 항공기와 선박이 국내 수송을 차지하는 비율은 적다. 1990년대 이후 버스를 포함한 자동차 수송이 전체 국내 수송의 50% 이상을 차지하고 있다. 화물 수송량에서도 트럭을 포함한 자동차가 가장 많은 비율을 차지하고 있으며 선박과, 항공기가 그 뒤를 이었으며 철도는 화물 수송에서 가장 적은 비율을 차지하고 있다. 국제적인 수송에서는 여객에서는 항공기, 화물에서는 선박이 가장 높은 비율을 보이고 있다.

## 산업
일본의 산업은 2차대전 후, 국민소득에서 제1차 산업의 비중은 급속히 저하되고, 제2차 산업·제3차산업의 비중은 높아져서 고도의 선진공업국이라 할 수 있을만큼 높은 지위에 있다. 한편 산업구조의 중핵인 제조업에서 중화학 공업화율(工業化率)은 미국이나 독일에 못지않다. 일본의 주요 산업으로는 자동차산업, 기계산업, 전자산업, 물질산업, 에너지산업 등이 있다.

### 광업
일반적으로 천연자원은 그 종류와 분포가 전국에 걸쳐 있지만 부족하다. 다만, 시멘트 원료인 석회석, 황화광과 유리는 풍부하고, 이전에는 금·은·동, 석탄이 다소 채굴되었으나, 현재는 대부분의 광산이 임금 상승으로 인한 고비용 문제로 인해 폐광되었으며 대신 필요한 대부분의 산업용, 소비용 원자재들을 해외에서 수입하고 있다. 구리강의 자급률이 11.3%이며, 철광석은 1%, 석유는 0.3%에 불과하다. 종래 수력을 주로 하던 발전은 1962년부터 화력 발전량이 수력 발전량을 능가하게 되었고 1980년에는 화력 발전량 67.1%, 원자력 발전량 17.4%, 수력 발전량 15.5%의 비율이 되었다.

### 농업
일본의 농업은 영세 경작·가족 경영·미작 중심이라는 점들이 제2차 세계대전 전과 본질적인 차이는 없으나, 생산성이나 경영 내용 면에서는 크게 변질·발전되어 있다. 변질·발전의 주된 요인으로는 농지개혁 후의 산업구조 변화와 농산물 시장의 확대를 가져왔다는 점과 농업의 기계화에 따라 생산력이 증대되었다는 점을 들 수 있다.일본 농가의 가장 두드러진 특색은 대다수의 농가가 농업만으로는 자립할 수 없기 때문에 전체 농가 호수의 87%까지가 농외 소득을 얻고 있는 겸업 농가라는 점인데, 그 중 약 60%는 농업소득보다 많은 농외소득을 얻고 있다.농업 생산을 부문별로 볼 때, 제2차 세계대전 전의 농업은 한마디로 쌀과 누에고치의 농업이라고 할 수 있었는데 그것이 이제는 쌀과 원예·축산의 농업으로 바뀌어 국내시장 상대의 상품생산이 보편화되어 있음을 알 수 있다. 전작부문에서 그 신장이 현저한 것은 과수와 채소이다. 축산은 홋카이도의 젖소 사육을 제외하고는 소비시장과의 관계로 해서 대도시 근교에서 집중적으로 사육되고 있다. 또한 일본은 인구밀도가 높은 동시에 인구 대국이나 그 인구가 소비할 식량을 생산할 농경지가 매우 부족하기 때문에 대부분의 식량을 수입하는데, 그럼에도 불구하고 농업경제의 보호를 위해 사회적 비용을 치르면서 자국의 농업 분야를 해외의 농업 메이저로부터 보호하고 있다. 

### 수산업
북태평양 서안어장의 중심 어업국으로 세계 제2의 어획량을 올리고 있다. 연안어업은 공해의 악화로 해서 한계점에 도달해 있고, 또 어업 가구도 감소현상을 보이고 있으나, 널리 세계의 전해양에 진출한 원양어업에 의해 어획량은 계속 늘고 있다. 한편 일본인의 1인당 물고기 소비량은 세계 제1위이다.

### 공업
공업은 일본에서 가장 중요한 산업으로 발전을 지속하고 있다. 1950년 이후 설비투자의 증대, 기술혁신의 진전에 따라 중화학공업 부문을 중심으로 하는 각종 신흥품목의 공업이 눈부시게 발전하였다. 그 결과 대공업지대에 가일층 공업 집중이 진척되는 동시에 그 주변지역에 신흥 공업도시들이 확산되어 나갔다. 특히 여러 공업지대를 연결하는 태평양쪽의 임해부에는 고도 성장기에 석유화학·철강 등을 기간으로 하는 콤비나트가 건설되어, 일본 공업 생산의 약 80%를 차지하는 이른바 태평양 벨트 지대를 형성하였다. 일본은 세계 제3규모의 연구 개발비를 지출하는 국가이며, 구세대의 중급기술수준의 산업(자동차,전자,기계 등) 대부분과 차세대형 산업인 로봇산업과 친환경 에너지산업에서 기술력과 규모로써 세계 산업계를 리드하는 산업 대국 중 하나이다. 반면, 그에 비해 서비스업 분야는 일본 국내총생산의 3/4가량을 차지하는데도 불구하고 부실하다는 지적이 있다. 그 외에도 소득 격차가 크게 벌어지는 것에 대한 지적이 존재한다. OECD의 통계에 따르면, 2000년도에는 상대적 빈곤율(국민평균소득의 절반이하를 버는 비율)이 가입국 중 미국, 아일랜드, 터키, 멕시코에 이어 세계 제5위가 되었다.
일본의 계열(系列)은 전쟁 전의 재벌(財閥)을 대체하기 위하여 설립된 자발적인 기업 협력체이다. 계열사들은 상호지분보유, 임원교환, 내부거래, 합작투자 등을 통해 자신들의 공동체를 유지하였다. 따라서 계열은 내부자들간에 선호하는 사업관계로 이루어진 폐쇄적인 시스템이다.

### 철강업
1985년 이후 엔화강세로 인한 수요감소와 이에 따른 설비과잉으로 매출액 감소와 함께 1986년에는 당기순이익이 적자를 기록하는 등 불황의 조짐을 보였으나 1987년부터 시작된 철강공업 합리화사업이 성공적으로 수행되어 경영위기를 극복하고 활성화되었다. 일본 철강공업의 합리화사업은 크게 설비 및 인원감축에 의한 경영합리화와 비철강부문으로의 사업확대 등 경영다각화로 나누어 추진되었다. 설비감축에 있어서는 조강기준 생산능력이 1985년 연산 1억5220만t에서 1989년에는 1억4320만t으로 6% 감소하였는데 이는 주로 신일본제철·일본강관 등 철강·고로 5사와 기타 전기로업체의 설비감축에 기인한 것이다. 생산능력의 축소와 반대로 설비가동률은 1985년 69.1%에서 1989년 75.3%로 상승함에 따라 조강생산은 9830만t에서 1억0790만t으로 9.8% 증가하였다. 인원감축면에서는 비철강부문으로의 종업원 재배치, 타업종으로의 전직 등을 통하여 1985년 17만9,785명이었던 종사자수가 1988년에는 14만2,096명으로 21%나 감소되어 제조원가에서 큰 비중을 차지하였던 인건비 부담이 줄어들어 국제경쟁력 회복의 계기가 되었다. 일본 철강업계는 장기경영전략 차원에서 수익기반의 확대를 위해 철강전업도를 낮추는 대신에 화학·플중이 평균 20% 수준을 상회하여 철강업계의 수익구조를 개선시키는 데 크게 공헌하였다. 일본의 철강공업은 업계의 합리화 노력과 세계 철강경기의 회복 및 엔고현상을 극복한 일본경제의 견실한 성장으로 철강수요가 급증함에 따라 경영실적도 대폭 호전되고 있다. 고로 5사의 경영실적을 보면 매출액은 1986년 6조895억엔에서 1989년 7조2,200억엔으로 18.6% 증가하였으며 동기간의 경상이익도 554억엔 적자에서 5,380억엔의 흑자로 전환됨으로써 철강업계 수익구조 개선에 공헌하였다. 1993년 일본의 조강생산량은 9,962만t으로 세계 총조강생산량 7억2,583만t 중 13.7%를 차지해 1위를 기록하고 있으며, 1인당 조강소비량도 647kg으로 세계 4위를 기록하고 있다. 철강수출에 있어서도 3,350만t으로 세계 1위를 차지하고 있어 세계 제1위의 철강국으로서의 면모를 굳히고 있다.

## 무역
일본은 세계의 무역대국이다. 자동차, 철강, 전자제품 등이 주요 수출품이며, 그 밖에도 선박, 정밀기계류, 합성섬유 등이 있다. 일본의 전체 수입품 중 약 35%를 차지하는 석유는 주요 수입품이며, 그 외에 밀, 육류, 천연가스, 화학제품 등이 있다. 미국은 일본의 최대 교역 대상국이며, 독일·사우디아라비아·아랍에미리트·오스트레일리아·인도네시아·중국·캐나다·한국 등이 그 뒤를 잇고 있다.1960년대 중반부터 일본은 수출액이 수입액을 훨씬 초과함으로써 엄청난 무역수지 흑자를 기록했다. 이렇게 된 것은 경쟁력 있는 가격으로 전 세계를 대상으로 수출을 추진하는한편, 높은 관세와 수입할당제 같은 무역 장벽을 설정하여 수입을 적극 억제했기 때문이다. 1970년대 말과 1980년대 초, 일본의 교역 대상국들은 일본의 불공정한 무역 관행을 비판하며 수입 장벽을 철폐하라고 요구했다. 일본은 1980년대에 ‘관세 및 무역에 관한 일반협정’의 규정에 따라 관세를 내리고 수입할당제를 철폐했다. 그러나 아직도 많은 국가들이 일본의 막대한 무역수지 흑자를 비난하고 있다.

## 교통

하네다 국제공항

일본 교통의 특색은 육상·해상·항공을 막론하고 도쿄·오사카를 중심으로 한 여객 및 화물의 수송이 특히 활발하며, 이어 세토 내해·북규슈 지방에서 발달하고 있으나, 동해 쪽이라든가 홋카이도·도호쿠의 두 지방, 시코쿠와 규슈 남부의 교통은 아직 충분하다고 할 수 없다. 또한 하천 교통이 거의 없는 것이 결점이며, 태풍이나 대설(大雪) 혹은 지진에 의한 교통 장애도 적지 않으나 전체적인 교통망의 밀도는 매우 높은 편이다. 여객 수송 수단으로 수송량이 가장 많은 것은 자동차이며, 그 다음이 철도이다.:147 반면 항공기와 선박이 국내 수송을 차지하는 비율은 적다. 1970년대에는 철도 수송이 가장 많은 비율을 차지하고 있었지만 1990년대 이후 버스를 포함한 자동차 수송이 전체 국내 수송의 50% 이상을 차지하고 있다.:147 화물 수송량에서도 트럭을 포함한 자동차가 가장 많은 비율을 차지하고 있으며 선박과, 항공기가 그 뒤를 이었으며 철도는 화물 수송에서 가장 적은 비율을 차지하고 있다.:147 국제적인 수송에서는 여객에서는 항공기, 화물에서는 선박이 가장 높은 비율을 보이고 있다.:148~149

### 도로
일본 국토교통성이 직접 운영하는 국도와 각 도도부현에 의해 운영되는 지방의 도도부현도의 전체 길이는 약 18만km:148이며 그 중 96% 이상이 포장된 도로이다. 고속도로도 1970년대 마이카 시대가 도래한 이후 차례로 정비되었다.:148 1970년대 이래 버스를 포함한 자동차 수송은 해마다 증가하여 1995년 기준 6,535만대를 돌파:148하였다. 이는 면적으로 계산하면 세계에서 가장 많은 수치로, 이로 인한 교통 정체나 사고, 배기가스 등이 사회 문제가 되고 있다.:148

### 철도

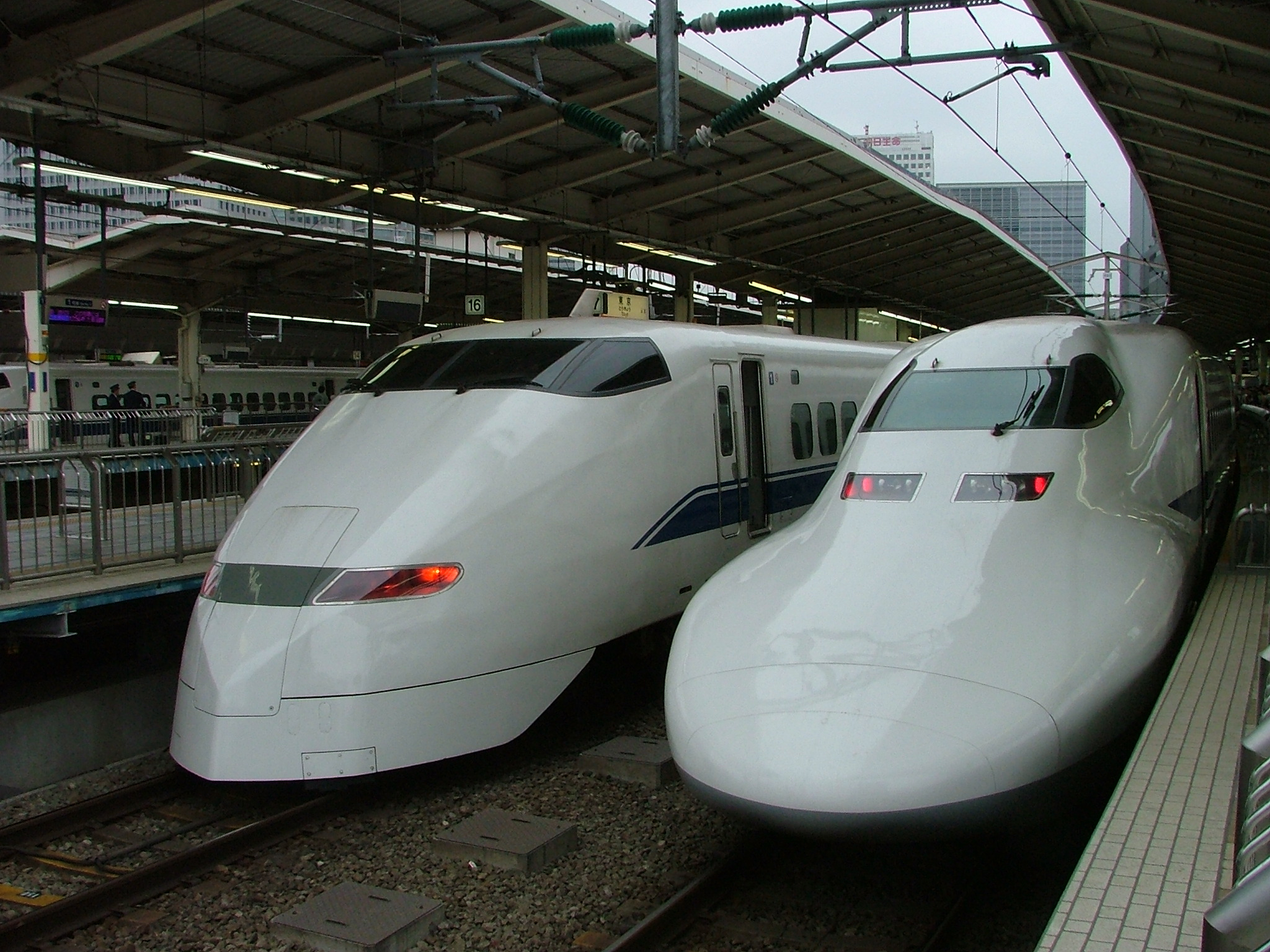
일본의 고속 열차인 신칸센

일본의 철도 전체 연장은 약 2만 300 km:148인데 그 중 80% 정도를 일본국유철도의 민영화에 따라 세워진 특수 법인인 JR 계열의 7개 회사가 소유하고 있다.
최초의 철도 노선은 1872년 도쿄 신바시에서 가나가와 요코하마 간에 영국인 기사에 의해 설립되었으며, 1960년대에는 도쿄와 후쿠오카 간을 약 4~5시간에 주파하는 신칸센이 등장하였다.:148 또, 1988년 혼슈섬과 홋카이도 사이에 세계에서 가장 긴 철도 해저 터널인 세이칸 해저 터널과 혼슈섬과 시코쿠섬을 잇는 세계에서 가장 긴 복층 대교인 세토 대교가 개통함에 따라 간몬 터널을 포함해 일본의 주요 4개 섬이 철도로 직접 연결되게 되었다.:148
대도시 간을 광역적으로 연결하는 여러 철도 노선 이외에 대도시 구간 내에서 도시와 교외를 잇는 사영 철도나 지하철 망이 정비되어 있다.:148

### 해운
일본은 공업이나 에너지용 자원이 빈약하며, 산업화 시대를 거치면서 농업 인구 또한 감소하여 자원과 일부 식료품을 수입에 의존하는 비율이 높아지고 있다. 그렇기 때문에 수입에 필요한 외화를 모으기 위해 원료를 수입, 가공하는 가공 무역이 발달하였다.:149 그러한 가공 무역을 위해 화물 해운업이 발달하여, 수입되고 있는 산업 원료들은 전용선들에 의해 운반되고, 수출되는 소비재들은 일반 화물선 등을 통해 세계 각지로 운반된다.:149 일본의 선박 보유량은 2,210만톤으로 세계의 4.6%를 차지하고 있지만 1990년대 이후 하락 경향이 지속되고 있다.:149 주요 항구는 동쪽에서 서쪽 순으로 지바, 요코하마, 나고야, 오사카, 고베, 기타큐슈, 나가사키 등이다.:149

## 거시경제 경향

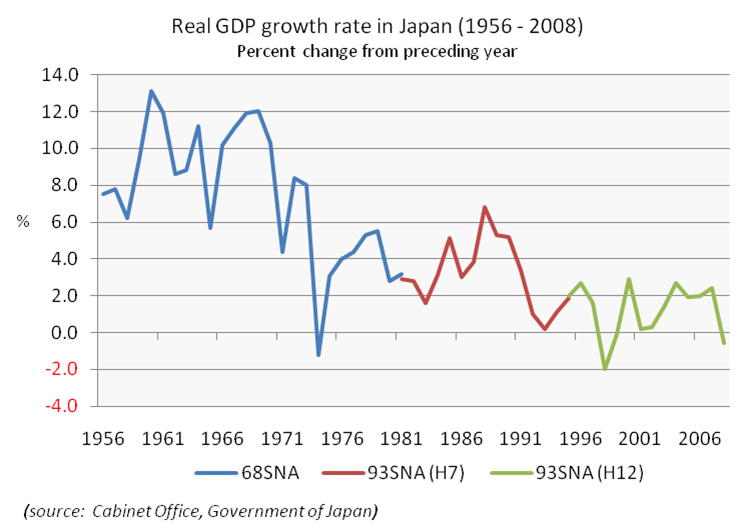
실질 GDP 성장률 (1956~2008년)

실질 GDP (파랑), 실업률 (빨강)의 분기별 변화 (2000~2010년). 오쿤의 법칙도 참고.

100만 엔 기준으로 국제통화기금 이 추산한 일본의 GDP 경향이다.
| 연도 | 국내 총생산 | 미국 달러 환율 | 인플레이션 지수 (2000=100) | 명목 1인당 GDP (미국 대비 %) | PPP 1인당 GDP (미국 대비 %) |
| 1955 | 8,369,500   | ¥360.00        |                            | 10.31                        | -                           |
| 1960 | 16,009,700  | ¥360.00        |                            | 16.22                        | -                           |
| 1965 | 32,866,000  | ¥360.00        |                            | 24.95                        | -                           |
| 1970 | 73,344,900  | ¥360.00        |                            | 38.56                        | -                           |
| 1975 | 148,327,100 | ¥297.26        |                            | 59.00                        | -                           |
| 1980 | 240,707,315 | ¥225.82        | 75                         | 74.04                        | 68.30                       |
| 1985 | 323,541,300 | ¥236.79        | 86                         | 63.44                        | 72.78                       |
| 1990 | 440,124,900 | ¥144.15        | 92                         | 105.82                       | 81.27                       |
| 1995 | 493,271,700 | ¥122.78        | 98                         | 151.55                       | 80.73                       |
| 2000 | 501,068,100 | ¥107.73        | 100                        | 105.85                       | 71.87                       |
| 2005 | 502,905,400 | ¥110.01        | 97                         | 85.04                        | 71.03                       |
| 2010 | 477,327,134 | ¥88.54         | 98                         | 89.8                         | 71.49                       |

구매력 비교에서 미국 달러는 2010년 기준으로 ¥110.784 선이다.

## 같이 보기
- 일본의 경제사
- 요시다 독트린 - 일본의 안보 문제는 미국에 의존하는 한편, 군사적 예산은 최소한의 비용만을 지출, 경제발전에 국가 역량을 집중하는 정책
- 냉전
  - 트루먼 독트린
  - 역코스